# Liste der Orte im Eifelkreis Bitburg-Prüm

Wappen des Eifelkreises Bitburg-Prüm

Die Liste der Orte im Eifelkreis Bitburg-Prüm enthält die Städte, Verbandsgemeinden, Ortsgemeinden und Gemeindeteile im Eifelkreis Bitburg-Prüm in Rheinland-Pfalz.
Es handelt sich dabei um das amtliche Verzeichnis der Gemeinden und Gemeindeteile und setzt sich zusammen aus dem vom Statistischen Landesamt Rheinland-Pfalz geführten amtlichen Namensverzeichnis der Gemeinden und dem vom Landesamt für Vermessung und Geobasisinformation Rheinland-Pfalz geführten amtlichen Verzeichnis der Gemeindeteile.

## Verbandsfreie Stadt Bitburg
Gemeindeteile der verbandsfreien Stadt Bitburg:
- Bitburg
- Christiansmühle, Sägewerk
- Forsthaus Bedhard
- Königswäldchen
- Pützhöhe
- Steinebrück
- Erdorf (Ortsbezirk)
- Irsch (Ortsbezirk)
- Masholder (Ortsbezirk)
- Matzen (Ortsbezirk)
- Anwändershof
- Kempenhof
- Sonnenhof
- Waldsiedlung
- Mötsch (Ortsbezirk)
- Albach
- Stahl (Ortsbezirk)
- Backesmühle
- Wingertsberg
- Auf Büchelsbach

## Verbandsgemeinde Arzfeld
Gemeinden und Gemeindeteile in der Verbandsgemeinde Arzfeld:
- Arzfeld
  - Arzfeld
  - Am Zechenbüsch
  - Arzfelderhöhe
  - Arzfeldermühle
  - Auf der Kehr
  - Auf der Sonne
  - Dreis
  - Prümerbach
  - Halenbach
  - Hickeshausen
  - Hölzchen
  - Langenfeld
  - Neurath
- Dackscheid
  - Coumontshof
- Dahnen
  - Beielsnack
  - Hagebeil
  - Karschelt
  - Steinkaulsmühle
  - Stephanshof
  - Tentismühle
  - Wehrbüsch
- Daleiden
  - Bermichthof
  - Bommert
  - Burtdell
  - Falkenauel
  - Feder
  - Kalenbornerhof
  - Laarberg
  - Neuhof
  - Schwabert
  - Vor der Höh
  - Zingent
  - Zinglersseif
- Dasburg
  - Frankmühle
  - Lehmkaul
  - Rellesmühle
- Eilscheid
- Eschfeld
  - Banzenhof
  - Wässerchen
- Euscheid
  - Hofswald
- Großkampenberg
  - Berg
  - Dackscheid
  - Heerstrasse
- Hargarten
  - Gesotz
  - Sonnenhof
- Harspelt
  - Harspeltermühle
  - Hubertyshof
- Herzfeld
  - Krumbach
  - Schwarzbach
- Irrhausen
  - Eigelsfenn
  - Heinischhof
  - Mattelbach
- Jucken
  - Berensrech
  - Enztalhof
  - Juckerstraße
  - Kockelberg
  - Rothumseifen
- Kesfeld
  - Dromigt
  - Spielmannsholz
- Kickeshausen
  - Grünenseifen
  - Hahnenpfuhl
  - Leibighof
  - Neuhof
  - Pickhof
  - Steinrausch
- Kinzenburg
- Krautscheid
  - Bellscheid
  - Krautscheid
  - Beim Gemeindewald
  - Ringhuscheid
  - Sauerwies
- Lambertsberg
  - Greimelscheid
  - Lambertsberg
  - Im nächsten Busch
- Lascheid
  - Gesotz
- Lauperath
  - Berscheiderhof
  - Kop
  - Reuschenhof
  - Scheidchen
  - Scheuerbaum
- Leidenborn
  - Hallischbach
  - Huffelsheck
  - Lautzerath
  - Leidenbornermühle
  - Lützkampenerbrücke, Hof
  - Regerhof
  - Reiffersbach
  - Schneidmühle
- Lichtenborn
  - Kopscheid
  - Lichtenborn
  - Eppelbruch
  - Eulenbruch
  - Faulenpuhl
  - Stalbach
  - Fuchswiese
- Lierfeld
  - Lierfeldermühle
- Lünebach
  - Dürsittert
  - Im Seifenberg
  - Reinigseifen
- Lützkampen
  - Lützkampen
  - Auf dem Bock
  - Diedrichsborn
  - Lützkampenermühle
  - Zollamt Lützkampen auf dem Halvent
  - Auf der Nöll
  - Im Pesch
  - Stupbach
  - Auf Halenfeld
  - In der Loch, Hof
  - Stupbacherseif, Brodelseifen
  - Welchenhausen
- Manderscheid
  - Heilhausermühle
  - Manderscheiderhof
- Mauel
  - Mauel
  - Hubertushof
  - Urmauel
  - Staudenhof
- Merlscheid
- Niederpierscheid
  - Arelt, Hof
  - Niederpierscheidermühle
- Oberpierscheid
  - Merkeshausen
  - Oberpierscheid
  - Dehnseifen
  - Hausmannsdell
  - Luppertsseifen
  - Philippsweiler
  - Röllersdorf
  - Trampelsdell
- Olmscheid
  - Hiermeshof
  - Lindenhof
  - Olmscheiderfurth
  - Steinrausch
  - Hof Klingendell
- Pintesfeld
- Plütscheid
  - Atzseifen
  - Gesotz
  - Geweberhof
  - Hasenknopp
  - Mauelermühle
- Preischeid
  - Dörnauelsmühle
  - Machtemesmühle
  - Oelverhof
  - Preischeiderhöhe
  - Preischeiderley
- Reiff
  - Banzenhof
  - Wässerchen
- Reipeldingen
  - Auf den Kaulen
  - Haustrich
- Roscheid
- Sengerich
  - Herrig
- Sevenig (Our)
  - Mühle
  - Wehrbüsch
- Strickscheid
- Waxweiler
  - Heilhausen
  - Waxweiler
  - Ginshausermühle
  - Godeshausermühle
  - In der Kaul
  - Konradshof
- Üttfeld
  - Binscheid
  - Angertsseifen
  - Flachsberg
  - In der Dell
  - Kockelberg
  - Roder
  - Steinkaul
  - Suckt
  - Vennhof
  - Huf
  - Hölzenkopp
  - Niederüttfeld
  - Dromigt
  - Huchhemmel
  - Manner
  - Oberüttfeld
  - Bahnhof Üttfeld
  - Deisterwald
  - Forsthaus Hofswald
  - Spielmannsholz

## Verbandsgemeinde Bitburger Land
Gemeinden und Gemeindeteile in der Verbandsgemeinde Bitburger Land:
- Badem
  - Heidehof
  - Waldhof
- Balesfeld
  - Hof
  - Neuenweiher
- Baustert
  - Baustertgraben
  - Berghausen
  - Hofenberg
  - Auf Kinnscheid
- Bettingen
  - Alt-Bettingen
  - Altenhof
  - Im Odendell
- Bickendorf
  - Finkenhof
- Biersdorf am See
  - Auf dem Erzberg
  - Hof Merkes
- Birtlingen
  - Eppersborn
  - Hof Peterstal
  - Hungerburg
- Brecht
  - Heldhof
  - Langerthof
  - Theishof
  - Tannenhof
- Brimingen
  - Hisel
  - Neuhaus
  - Burenhof
- Burbach
  - Burbachermühle, Evensmühle
  - Dahlheckhof
  - Hof Lietzkreuz
  - In der Katzenbach
  - Neuenweiher
  - Neustraßburg
- Dahlem
- Dockendorf
  - Buchenberg
  - Dockendorfermühle
  - Eichelhof
  - Hof Wiesengrund
- Dudeldorf
  - Birkenhof
  - Eicherhof
  - Föhringsmühle
  - Heschhof
  - Ordorf
  - Pfalzhof
  - Rothmühle
  - Hotel im Märchen
  - Marschelter Mühle
  - Schälertshof
  - Wiesenhof
- Echtershausen
- Ehlenz
  - Ackerburg
  - Schäfersmühle
  - Banzenbach
  - Zur Schäfersmühle
- Enzen
  - Stockfelder Hof
  - Wiesenhof
- Eßlingen
  - Badenborn
  - Eßlingen
- Etteldorf
- Feilsdorf
  - Neumühle
- Fließem
  - Nattenheimer Barriere
  - Obere Fließemer Mühle
  - Otrang
- Gindorf
  - Lissenhof
  - Wiesenhof
- Gondorf
  - Lingenhof
- Gransdorf
  - Biermühle
  - Erlenhof
  - Eulendorf
  - Gelsdorf
- Halsdorf
  - Burengracht
  - Moorhof
  - Schrödersgraben
- Hamm
- Heilenbach
- Hütterscheid
- Hüttingen an der Kyll
- Idenheim
  - Meilbrück
  - Am grünen Born
  - Tannenhof
  - Wiedenhof
- Idesheim
  - Hofgarten
- Ingendorf
  - Dreidenhof
- Kyllburg, Stadt
- Kyllburgweiler
  - Landmauerhof
- Ließem
  - Aussiedlung Ritter
  - Heidthof
  - Rittersdell
- Malberg
  - Mohrweiler
- Malbergweich
  - Staffelstein
  - Birkenhof
- Meckel
  - Meilbrück
- Messerich
  - Am Weilerbach
  - Bahnhof Messerich
  - Kobenhof
- Metterich
  - Berghaus
  - Bernhardshof
  - Forellenhof
  - Kuhberg
  - Mettericher Mühle
  - Waldhof
- Mülbach
  - Deltenhof
  - Tempelhof
- Nattenheim
  - Gersthof
  - Nattenheimer Mühle
  - Hof Lösenberg
  - Mühlenhof
- Neidenbach
  - Erntehof
  - Koppenweg
  - Maierhof
  - Nickelshof
  - Am Wasserfall
- Neuheilenbach
  - Waldecke
- Niederstedem
  - Tanklager Niederstedem/Bitburg
  - Umspannanlage RWE Niederstedem
- Niederweiler
- Oberkail
  - Frohnerthof
  - Kailbachhof
  - Siedlung Leisenhof
  - Heidehof
- Oberstedem
- Oberweiler
  - Beifels
  - Oberweiler
  - Waxweiler Straße
- Oberweis
  - Birkenhof
  - Buchenhof
  - Burghof
  - Ludeshof
  - Unterbedhard
- Olsdorf
  - Gerlingsheim
  - Haus Raison
  - Hoorhof
  - Kobenheim
- Orsfeld
  - Rosenberg, ehem. Ziegelei
- Pickließem
  - Annahof
  - Auf Bürgenfeld
- Rittersdorf
  - Bildchen
  - Dameshof
  - Jäschkeshof
  - Hohlgaß, Hof
  - Pferdehof
  - Rittermühle
  - Rittersdell
  - Wollmühle
- Röhl
  - Altheiderhof
  - Freudershöfe
  - Moltkeburg, Gaststätte
  - Neuer Pfalzkyllerhof
  - Pfalzkyll
- Sankt Thomas
  - Bruderholz
  - Forsthaus Johanniswald
  - Kasholz
  - St. Johann
- Scharfbillig
- Schleid
  - Behfels
  - Burg
  - Hof Bennes
  - Hof Wilhelmshöhe
  - Mittelwies
  - Pintenhof
- Seffern
  - Glattbach-Nack
  - Berghof
- Sefferweich
  - Heinzenhof
  - In der Hausbach
  - Staffelstein
  - Waxbrunnen
- Seinsfeld
  - Burg Seinsfeld, Hof
  - Forsthaus Seinsfeld
  - Hubertushof
  - Kohnenhof
  - Schwickerather Hof
  - Waldhof
  - Ziereshof
  - Am Hubertuskreuz
- Steinborn
  - Berghof
  - Brunnenhof
  - Johanneshof
  - Lindenhof
  - Michelshof
  - Schnepperhof
  - Scholzenhof
  - Stockemerhof
  - Wiesenhof
- Stockem
  - Lindenhof
- Sülm
  - Bernhardshof
  - Looskyllermühle
- Trimport
  - Teitelbach
- Usch
  - Berghof
- Wettlingen
- Wiersdorf
  - Im Pfaffendell
  - Rittersdell
- Wilsecker
  - Achterhof
  - Bertert, Haus
  - Buchenhof
  - Heidhof
  - Nikolaushof
  - Zwengelshof
- Wißmannsdorf
  - Hermesdorf (Ortsbezirk)
  - Im Wäldchen
  - Koosbüsch (Ortsbezirk)
  - Pooshof (ehemals Gemeinde Brecht)
  - Wißmannsdorf (Ortsbezirk)
  - Dalbachhof
  - Zur Weilersheck
- Wolsfeld
  - Herzbach
  - Wolsfelderberg
  - In der Burg
- Zendscheid
  - Friedbüsch

## Verbandsgemeinde Prüm
Gemeinden und Gemeindeteile in der Verbandsgemeinde Prüm:
- Auw bei Prüm
  - Auw bei Prüm
  - Schlausenbachermühle
  - Heidehof
  - Laudesfeld
  - Herzfenn
  - Schlausenbach
  - Hascheid
  - Wischeid
  - Verschneid
- Bleialf
  - Bahnhof Bleialf
  - Hamburg-Mühlenberg
  - Jüstenschlag
  - Pannenbrett
  - Richelberg
  - Wippelsbach
- Brandscheid
  - Bongert
  - Brandscheiderhof
  - Feriendorf Schnee-Eifel
  - Forsthaus Bleialf
  - Forsthaus Brandscheid
  - Hamburg-Mühlenberg
  - Schneifel
  - Zur Wolfskaul
- Buchet
  - Alferberg
  - Halenfeld
  - Niederlascheid
  - Steinbach
  - Weidinger
- Büdesheim
  - Hirtenhof
  - Jagdhaus Steinrich
  - Eichensuhr
  - Prümer Berg
- Dingdorf
- Feuerscheid
  - Denterhof
  - Gesotz
  - Hardt Kapelle
  - Obere Hardt
  - Queckborn
  - Richtenweg
  - Schwarzbach
  - Streifenberg
  - Untere Hardt
- Fleringen
  - Baselt
  - In der Muhl
  - Lindenhof
  - Zingsheld
  - Eisenackerhof
  - Riedhof
- Giesdorf
  - Rattenberg
- Gondenbrett
  - Gondenbrett
  - Mattelbusch
  - Walcherath
  - Zum schwarzen Mann
  - Niedermehlen
  - Obermehlen
  - Wascheid
- Großlangenfeld
- Habscheid
  - Habscheid
  - Habscheider Mühle
  - Niederhabscheid
  - Hollnich
  - Auf dem Rehbüsch
  - Hallert, Hof
  - Hollnichermühle
  - Ritzfeld
  - Unter dem Rehbüsch, Hof
- Heckhuscheid
  - Dackscheid
  - Halenfeld
  - Heckhuscheiderstraße
  - Halvent
- Heisdorf
- Kleinlangenfeld
  - Siedlung
  - Weidenhof
- Lasel
  - Birkenhof
  - Hontheim
  - Steinbachhof
- Masthorn
  - Masthornermühle, Waldmühle
  - Rothenbüsch
- Matzerath
  - Dürsittert
- Mützenich
  - Auf Eisenfenn
  - Berghof
  - Ihrenbrück
  - Schweiler
- Neuendorf
- Niederlauch
- Nimshuscheid
  - Nimshuscheider Mühle
  - Tannenhof
  - Thelenmühle
- Nimsreuland
  - Schweißtal
- Oberlascheid
  - Auf der Brück
  - Hascheiderhof
  - Herzfenn
  - Radscheid
  - Birkenhof
- Oberlauch
  - Bongertshof
  - Im Tal
  - Im Jannrech
- Olzheim
  - Halbe Meile
  - Knaufspesch
  - Arenthhof
  - Hof Frohnborn
  - Hof Harelstein
  - Vennhof
  - Trifterhof 1
- Orlenbach
  - Schloßheck
- Pittenbach
- Pronsfeld
  - Finkendell
  - In der Lünebach
  - Schloßheck
- Prüm, Stadt
  - Dausfeld
  - Dausfelder Mühle
  - Niederprüm
  - Sonnenberg
  - Prüm
  - Kalvarienberg
  - Tafel
  - Walcherath
  - Wirbelscheid
  - Steinmehlen
  - Weinsfeld
  - Haus Schröder
  - Mühle Lutz, Weinsfeldermühle
- Rommersheim
  - Ellwerath
  - Rommersheim
  - Breitwiesental
  - Rommersheimerheld
  - Weinsheimerheld
  - Meuteshof
- Roth bei Prüm
  - Kobscheid
  - Roth bei Prüm
  - Forsthaus Schneifel
  - Mooshaus
  - Mooshaus-Siedlung
- Schönecken
  - Schönecken
  - Weberhof
  - Wetteldorf
  - Auf dem Bellert
  - Hauenborn
  - Herchenbach
  - Irsfelderhof
- Schwirzheim
  - Bockelter, Haus
  - Eichelhof
  - Eichhof
  - Jagdhaus
  - Siedlung Schwirzheim-Gondelsheim
  - Waldhof
- Seiwerath
  - Dürrbach
  - Gerstenbergerhof
  - Herchenberg
  - Schartzberg
- Sellerich
  - Herscheid
  - Hontheim
  - Schneifelhaus
  - Sellericherhöhe
  - Schnee-Eifel-Hof
- Wallersheim
  - Gellberg
  - Hundsberg
  - Jagdhaus Meerkatz
  - Loch
  - Schank
  - Weißenseifen
  - Wickenseifen
  - Wolfswasen
- Watzerath
  - Berghof
- Wawern
  - Bielenhof
  - Fuchsenhof
  - Hahn, Haus
  - Rodenbach
  - Schartzberg
- Weinsheim
  - Gondelsheim
  - Bahnhof Gondelsheim
  - Jagdhaus
  - Siedlung Schwirzheim-Gondelsheim
  - Hermespand
  - Bahnhof Willwerath
  - Hubertusblick, Jagd- und Bauernhaus
  - Weinsheim
  - Brühlborn
  - Willwerath
- Winringen
- Winterscheid
  - Heltenbachermühle
  - Himmesberg, Winterscheiderberg
  - Winterscheidermühle
- Winterspelt
  - Heckhalenfeld
  - Urb
  - Urbermühle
  - Steinebrück
  - Winterspelt
  - Breitenfenn
  - Eigelscheid
  - Elcherath
  - Hasselbach
  - Hemmeres
  - Ihren
  - Wallmerath
  - Weißenhof
  - Berghof
  - In Astern
- Hersdorf
  - Niederhersdorf
  - Am Rödelberg
  - Jakobsknopp
  - Oberhersdorf
  - Anzelterhof
  - Auf Hexler
  - Weißenseifen

## Verbandsgemeinde Speicher
Gemeinden und Gemeindeteile in der Verbandsgemeinde Speicher:
- Auw an der Kyll
- Beilingen
  - Hubertushof
- Herforst
- Hosten
  - Haus Wollersheck
- Philippsheim
- Preist
  - Heinzkyller Mühle
- Speicher, Stadt
  - Bahnhof Speicher
  - Bermeshausen
  - Commeshof
  - Laymühle
  - Schalfelderhof
  - Speichermühle
- Orenhofen
- Spangdahlem
  - Brandenmühle
  - Reiflingerhof
  - Scheuermühle

## Verbandsgemeinde Südeifel
Gemeinden und Gemeindeteile in der Verbandsgemeinde Südeifel:
- Affler
  - Auf den Pülen
  - Kohnenhof
- Alsdorf
  - Niederweis, Bahnhof
  - Oberecken
- Altscheid
  - Birkendell
  - Neumühle
- Ammeldingen an der Our
- Ammeldingen bei Neuerburg
  - Auf Kemigt
  - Grimbach
  - Hof Sauerwies
  - Kleinweis
- Bauler
  - Gaymühle
  - Neuscheuerhof
- Berkoth
  - Hausmannsdell
  - Heinischseifen
  - Markstein
  - Merlbach
  - Burscheid
  - Itzfelderhof
  - Luppertsseifen
- Berscheid
  - Gaymühle
  - Höhhof
  - Kandlerhof
  - Schiershof
- Biesdorf
  - Biesdorfer Hof
  - Gaybach
  - St. Josef-Gymnasium
- Bollendorf
  - Altschmiede
  - Diesburgerhof
  - Dillingerbrück
  - Laufenwehr
  - Neu-Diesburgerhof
  - Pölsenhof
  - Sonnenhof
  - Weilerbach
  - Westerheld
- Burg
- Dauwelshausen
  - Thielenhof
- Echternacherbrück
  - Fölkenbach
- Eisenach
  - Auf Mühlenbach
  - Waldburghof
- Emmelbaum
  - Haus Schmitz, Haus Kaufmann
  - Sachsenhauserhof
  - Windhof, Wallenbornerhof
- Ernzen
  - Ernzerhof
  - Haus Hubertus
  - Beim Ernzerhof
- Ferschweiler
  - Waldhof
- Fischbach-Oberraden
  - Fischbach
  - In der Kleiwersdell
  - Oberraden
  - Blockhausen
- Geichlingen
- Gemünd
- Gentingen
- Gilzem
  - Kleebornerhof
  - Weinzfelderhof
- Heilbach
  - Alferhof
  - Bornhof
  - Wehrhauserhof
  - Windhausen
- Herbstmühle
- Holsthum
  - Holsthumerberg
- Hommerdingen
- Hütten
  - Kreutzdorf
  - Neuhütten
  - Sauerwies
- Hüttingen bei Lahr
  - St. Antoniushof
- Irrel
- Karlshausen
  - Finkenhof
  - Gashof
  - Haubendell
  - In der Gay
  - Juckerstraße
  - Karlshauser Mühle
  - Lutgeshof
  - Peiferhof
  - Schranzenhof
  - Wolperdorf
- Kaschenbach
  - Lehnshof
- Keppeshausen
  - Waldhof
- Körperich
  - Körperich
  - Großenborn
  - Schneidemühle
  - Niedersgegen
  - Gaymühle
  - Knappmühle
  - Obersgegen
  - Schloß Kewenig
  - Seimerich
- Koxhausen
- Kruchten
  - Neuafrika
  - Schwarzenbruch
- Lahr
  - Bierendorf
  - Windhof
- Leimbach
  - Geibenhof
  - Schlinkert
  - Weidendell
- Menningen
- Mettendorf
  - Ehlenhof
  - Steffeshof
- Minden
- Muxerath
  - Ackelshof
  - Friesbornerhof
  - Görgenhof
  - Kreutzdorf
  - Steinshof
- Nasingen
  - Op dem Besch
- Neuerburg, Stadt
  - Daudistel
  - Funkhaus
  - Görgenhof
  - Hasenhof
  - In der Enz
  - Johanneshof
  - Kreuzdellhof
  - Latersbach
- Niederraden
  - Krummacker
- Niederweis
  - Eichelhof
  - Höhjunk
  - Mühle
  - Waldhaus
  - Sonnenhof
- Niehl
- Nusbaum
  - Freilingen
  - Freilingerhöhe
  - Nusbaum
  - Nusbaumerhöhe
  - Rohrbach
  - Silberberg
  - Stockigt
- Obergeckler
  - Brückenhof
  - Niedergeckler
- Utscheid
  - Buscht
  - Glashütte
  - Hamerskaul
  - Neuhaus
  - Rußdorf
- Peffingen
  - Huwelslay
- Plascheid
  - Beyerhof
- Prümzurlay
  - Laeisenhof
  - Prümerburg
- Rodershausen
  - Gaymühle
  - Grünhof
- Roth an der Our
  - Sonnenhof
  - Schloßmühle
- Schankweiler
  - Rohrbachermühle
- Scheitenkorb
- Scheuern
  - Altscheuern
  - Conrathshof
  - Palzkillshof
- Sevenig bei Neuerburg
- Sinspelt
  - Haus Ehr
- Übereisenbach
- Uppershausen
  - Merlbach
- Waldhof-Falkenstein
  - Falkenstein, Burg
- Wallendorf
  - Gaymühle
- Weidingen
  - Niederweidingen
  - Weidingen
  - Kalenborn
  - Rodenhof
  - Scheuerdell
- Zweifelscheid
  - Engelsdorf
  - Juckerstraße
  - Kokelsnaak